# 강철중: 공공의 적 1-1
《강철중: 공공의 적 1-1》은 2008년에 개봉한 대한민국의 영화이다. 영화 《공공의 적》의 시리즈물이다.

## 줄거리
빚더미에 앉아 돈이 없는 강철중(설경구)은 경찰 생활에 지쳐 은퇴를 모색한다. 하지만 그의 상사는 그에게 마지막 사건, 거성 기업 사장 이원술(정재영)과 최근 발생한 살인 사건에 대한 수사를 맡긴다.

## 캐스팅
(†)표시 : 영화 상에서 최종적으로 사망한 인물.

### 주요 인물
- 설경구 : 강철중 역 - 본작의 주인공. 서울강동경찰서 강력2반이자 부패형사.
- 정재영 : 이원술 역(†) - 본작의 만악의 근원이자 최종 보스. 사형선고를 받아 사형을 당해서 사망한다.

### 주변 인물
- 강신일 : 엄충일 역
- 문성근 : 태산 역
- 이문식 : 산수 역 - 마지막에는 노래방에서 일을 하게 되었음.
- 유해진 : 용만 역 - 정육점에서 일하다가 국과수에 부검 중 그만 철중에게 당함.
- 정원중 : 의사 역
- 김남길 : 박문수 역 - 엄반장을 처리하려다 그만 엄반장에게 지게 되고 숨짐.
- 연제욱 : 안태준 역 - 마지막에는 산수가 있는 노래방에서 친구 2명과 다시 만나게 됨.

### 단역
| - 김정학 : 김영수 형사 역 - 최영 : 박 형사 역 - 배중식 : 최 형사 역 - 박혁민 : 윤 형사 역 - 이상현 : 오 형사 역 - 김영필 : 준만 역(†) - 변호사 그만 철중에게 차안에 수갑채운 채 원술에게 맞고 당함. - 김영옥 : 철중 모 역 - 추귀정 : 원술 아내 역 - 박칠용 : 최 사장 역 - 이석구 : 교장 역 - 배장수 : 교감 역 - 이정학 : 국과수 직원 역 - 이민호 : 정하연 역(†) - 학교에서 문수와 마주하다가 문수에게 그만 흉기에 맞아 사망. 국과수에 발견됨. - 이재원 : 라희찬 역 - 구성환 : 성진 역 - 박영서 : 꼬마 역 - 김윤성 : 대가리 역(†) - 학교에서 철중이 싸움시켜서 그만 태준에게 맞고 당하다가 그만 흉기를 들이대면서 철중에게 리타이어 당함. - 유민석 : 김도식 역 - 이지연 : 강미미 역 - 유태웅 : 이요한 역 - 김대호 : 유치장 사내 1 역 - 김태수 : 유치장 사내 2 역 - 김건호 : 은행 지점장 역 | - 김지경 : 은행 대리 역 - 한철우 : 은행 차장 역 - 김혜화 : 은행 여직원 역 - 민영 : 여선생 역 - 정종훈 : 태산 신사 1 역 - 최경원 : 태산 신사 2 역 - 이동용 : 과일가게 주인 역 - 공유석 : 공사장 사내 역 - 이우진 : 물품창고 경장 역 - 형제권 : 은행 순경 역 - 신동선 : 유치장 의경 역 - 강석현 : 건설현장 조폭 역 - 정선아 : 거성 안내원 역 - 유종연 : 거성 덩치 역 - 김대령 : 나이트 어깨 1 역 - 오승록 : 나이트 어깨 2 역 - 이한솔 : 오토바이 남 역 - 전희주 : BMW 여 역 - 송순옥 : 간호사 역 - 박상배 : 원술 운전기사 역 - 김민수 : 짱 1 역 - 김재득 : 짱 2 역 - 이승진 : 짱 3 역 | - 이한종 : 짱 4 역 - 정재훈 : 짱 5 역 - 김방물 : 짱5 똘마니 역 - 도현민 : 짱 6 역 - 안선규 : 짱 7 역 - 한태석 : 살해현장 학생 역 - 박창용 : 면접 아이 1 역 - 김경호 : 면접 아이 2 역 - 탁트인 : 면접 아이 3 역 - 차영남 : 면접 아이 4 역 - 김민우 : 면접 아이 5 역 - 김민형 : 미미 반 아이 1 역 - 임장현 : 미미 반 아이 2 역 - 박태훈 : 미미 반 아이 3 역 - 양소정 : 미미 반 아이 4 역 - 최임성 : 미미 반 아이 5 역 - 오페라밴드 : 나이트밴드 역 - 김태한 - 보컬 - 조한영 - 여자보컬 - 이덕형 - 기타 - 정필영 - 베이스 - 남익미 - 키보드 - 장인형 - 드럼 |

## 일본판 성우진
- 테라소마 마사키: 강철중(설경구)
- 노지마 켄지: 이원술(정재영)

## 참고 사항
- 설경구가 전편에 이어 강철중 역에 그대로 캐스팅되었으며, 악역에는 정재영이 캐스팅되었다. 또한 전편에서는 검사로 나왔지만 본작에서는 지난 2002년 1편에서와 같이 형사로 되돌아갔다. 이외에도 문성근, 연제욱 등이 새 멤버에 가세하며, 전편에서 조연으로 나온 이문식, 유해진 등도 우정 출연했다. 무엇보다 영화 《킬러들의 수다》, 《아는 여자》의 장진 감독이 각본을 맡아 430만 관객을 동원하며 더욱 주목을 받았다.
- 데뷔 초 이한이란 예명으로 활동한 김남길(박문수 역)이 해당 영화부터 본명으로 활동을 이어나갔다.[1]